# 6518-as mellékút (Magyarország)
A 6518-es számú mellékút egy közel tíz kilométer hosszú, négy számjegyű mellékút Somogy és Tolna vármegyék határvidékén.

## Nyomvonala
A 6503-as útból ágazik ki, annak majdnem pontosan a 8. kilométerénél, a Somogy vármegyei Kisgyalán belterületének nyugati peremén. Kelet felé indul, a falu főutcájaként, Kossuth Lajos utca, majd Árpád utca néven. Az 1+150-es kilométerszelvénye táján lép ki a házak közül, ezután elhalad a Hársasberki-halastavat kettéválasztó töltésen. Közben, 1,4 kilométer után Gölle területére lép, ott egy kicsit északabbi irányt vesz. 3,6 kilométer után ér be a település házai közé; Kossuth Lajos utca néven halad át a községen, nagyjából északkeleti irányt követve, majd 4,7 kilép a házak közül és az eddiginél is északabbi irányba kanyarodik.
Több irányváltást követően 7,9 kilométer után éri el a Gölléhez tartozó Inámpuszta településrész házait, ahol a Fő utca nevet viseli és ismét nagyjából kelet felé halad. 8,6 kilométer után ágazik ki belőle dél felé a 65 144-es út: ez végighúzódik Inámpuszta központján, és 3,2 kilométer után, Cserepespuszta községrészben ér véget. (Utána egy darabig önkormányzati fenntartású, rossz minőségű, de járható, makadámburkolatú mezőgazdasági útként folytatódik, majd a megyehatáron túl, a Tolna vármegyei Attala területén 6521-es számozással húzódik tovább a falu központjáig és a 61-es főútig.)
8,7 kilométer után az út elhagyja Inámpuszta házait, és 9,1 kilométer után átlép Tolna vármegye Dombóvári járásába, Nak területére. A falu lakott területének délnyugati szélén ér véget, beletorkollva a 6517-es útba, annak 12+200-as kilométerszelvénye táján. Teljes hossza, az országos közutak térképes nyilvántartását szolgáló kira.gov.hu adatbázisa szerint 9,277 kilométer.

## Települések az út mentén
- Kisgyalán
- Gölle
- Inámpuszta
- Nak (település)